# Bisessualità innata
La bisessualità innata (o predisposizione alla bisessualità) è un termine introdotto da Sigmund Freud, basandosi sui lavori del suo associato Wilhelm Fliess, che sta ad indicare il fatto che gli esseri umani siano nati bisessuali ma attraverso degli sviluppi a livello psicologico, includendo sia fattori interni sia fattori esterni, diventarono monosessuali mentre la bisessualità è rimasta in uno stato latente.
Non c'è consenso da parte della scienza moderna ad esempio su come la biologia abbia influenzato l'orientamento sessuale, pur essendoci stati negli ultimi anni importanti passi in avanti in campo neurobiologico.

## Tre saggi sulla teoria sessuale
Nel suo Tre saggi sulla teoria sessuale (1905), Freud discute sul concetto di inversione (ad esempio l'omosessualità) o la predisposizione biologica all'omosessualità o alla bisessualità.
Basandosi su ciò, egli afferma che la concezione che noi deduciamo da fatti anatomici conosciuti da lungo tempo è l'originale predisposizione dalla bisessualità, che lungo la crescita è cambiata in "monosessualità".
Ciò porta ad una teoria generale secondo la quale l'attrazione verso entrambi i sessi è possibile ma che uno è più comune per entrambi i sessi. Egli spiega anche l'inversione dell'attrazione omosessuale come il risultato di un episodio traumatico o di episodi che prevengono il normale sviluppo dell'attrazione verso il sesso opposto.

## Differenti utilizzi
Molti usi moderni della dizione bisessualità innata sono più propensi ad indicare le ricerche di Alfred Kinsey piuttosto che quelle di Freud. In questo senso, è una suggestione che tutti o la maggior parte degli esseri umani siano bisessuali sotto alcuni aspetti ma possono non esprimere la bisessualità come comportamento.
Entrambe le teorie sono state criticate ampiamente.

## Casi e studi

### Dora
"Dora" è lo pseudonimo usato da Freud mentre scriveva, per indicare la sua paziente Ida Bauer (1882-1945). Spesso la teoria della bisessualità innata viene collegata alla sessione di Freud con Dora.

### L'uomo dei lupi
Un altro studio spesso associato a questa teoria è quello inerente a "l'uomo dei lupi", al secolo Sergei Pankejeff, un paziente che tentò di reprimere la sua omosessualità. Freud spiegò le azioni dell'uomo dei lupi nei termini di un'incapacità di reprimere la sua innata natura femminile.